# Franziska Lang (Archäologin)
Franziska Lang (* 1959 in Saarbrücken) ist eine deutsche Klassische Archäologin.

## Leben
Franziska Lang wurde 1991 an der Freien Universität Berlin mit einer Dissertation zum Thema Archaische Siedlungen in Griechenland promoviert. Danach war sie Assistentin am Winckelmann-Institut der Humboldt-Universität in Berlin. Sie lehrt seit 2005 in Nachfolge Heiner Knells Klassische Archäologie an der Technischen Universität Darmstadt. Seit 2023 fungiert sie als Vizepräsidentin für Akademische Karrieren an der TU Darmstadt.
Lang beschäftigt sich mit der Siedlungsarchäologie in Griechenland und nahm unter anderem als Teil der Projektleitung am Plaghia-Halbinsel-Survey teil (die beiden anderen Leiter waren Ernst-Ludwig Schwandner für das Deutsche Archäologische Institut und Peter Funke für das Seminar für Alte Geschichte der Universität Münster).

## Schriften
- Archaische Siedlungen in Griechenland. Struktur und Entwicklung. Akademie-Verlag, Berlin 1996 ISBN 3-05-002873-4 (Dissertation).
- Klassische Archäologie. Eine Einführung in Methode, Theorie und Praxis (= UTB, Band 1991). Francke, Tübingen – Basel 2002 (auch als UTB) ISBN 3-7720-2257-X; ISBN 3-8252-1991-7.
- Herausgeberin mit Helge Svenshon und Marion Boos: Werkraum Antike. Beiträge zur Archäologie und antiken Baugeschichte. Wissenschaftliche Buchgesellschaft, Darmstadt 2012, ISBN 978-3-534-25607-5 (Druck), ISBN 978-3-534-73361-3 (online).
- Herausgeberin: Interdisziplinäre Forschungen in Akarnanien = Diepistēmonikes ereunes stēn Akarnania (= Akarnanien-Forschungen, Band 1). Habelt-Verlag, Bonn 2013, ISBN 978-3-7749-3877-9.
- Herausgeberin mit  Lazaros Kolonas, Gregor Döhner, Kathrin Fuchs: Stratos und Stratiké. Aspekte der Keramikforschung. Material – Methoden – Konzepte = Stratos – Stratikē. Prosengiseis stēn meletē keramikēs. Ylē – methodoi – ennoies (= Akarnanien-Forschungen, Band 4). Habelt-Verlag, Bonn 2020, ISBN 978-3-7749-4232-5.